# Comté de Castro
Le comté de Castro, en anglais : Castro County, est un comté situé dans le nord de l'État du Texas aux États-Unis. Fondé le 19 novembre 1876, son siège de comté est la ville de Dimmitt. Selon le recensement des États-Unis de 2020, sa population est de 7 371 habitants. Il est nommé en l'honneur de Henri Castro, le consul général de la république du Texas à la France. 

## Géographie
Le comté a une superficie de 2 316,5 km2, dont 2 315,2 km2 en surfaces terrestres. 

### Comtés adjacents
|                 | Comté de Deaf Smith, Comté de Randall |                  |
| comté de Parmer | comté de Castro                       | comté de Swisher |
|                 | Comté de Hale (Texas), Comté de Lamb  |                  |

## Démographie
Lors du recensement de 2010, le comté comptait une population de 8 062 habitants. Elle est estimée, en 2018, à 7 665 habitants.
| Groupes           | Comté de Castro | Texas | États-Unis |
| ----------------- | --------------- | ----- | ---------- |
| Blancs            | 68,6            | 70,4  | 72,4       |
| Autres            | 26,4            | 10,6  | 6,4        |
| Afro-Américains   | 2,0             | 11,9  | 12,6       |
| Métis             | 1,6             | 2,5   | 2,7        |
| Amérindiens       | 0,9             | 0,7   | 0,9        |
| Asiatiques        | 0,4             | 3,8   | 4,8        |
| Total             | 100             | 100   | 100        |
|                   |                 |       |            |
| Latino-Américains | 59,9            | 37,6  | 16,7       |

Pyramide des âges du comté de Castro (2000).

Selon l'American Community Survey, pour la période 2011-2015, 49,71 % de la population âgée de plus de 5 ans déclare parler anglais à la maison, alors que 49,27 % déclare parler l’espagnol et 1,02 % une autre langue.